# Chave fim de curso

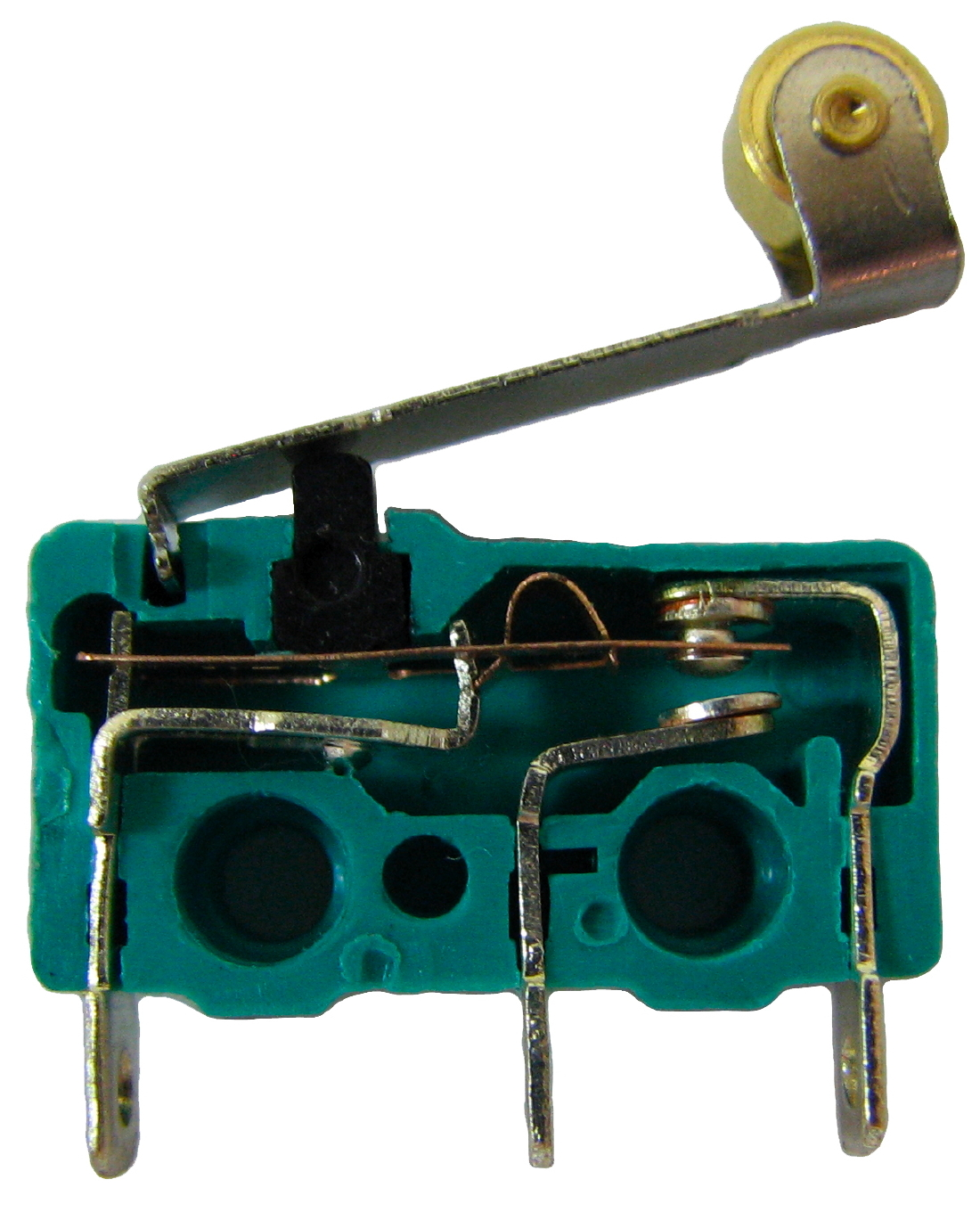
Interior de uma chave de fim de curso.

Uma chave fim de curso, ou do inglês micro switch, é um termo genérico usado para referir-se a um comutador elétrico que é capaz de ser atuado por uma força física pequena. Ela é muito comum devido ao seu pequeno custo e extrema durabilidade, normalmente maior que 1 milhão de ciclos e acima de 10 milhões de ciclos para modelos destinados a aplicações pesadas.
Possui um contato normal fechado que quando a extremidade é tocada, comuta o contato evitando a passagem da corrente.